# Mariampol Wieś
Mariampol Wieś (ukr. Маріямпіль-Село) – samodzielna gmina wiejska leżąca po zachodniej stronie gminy Mariampol Miasto (Marjampol m.) i gminy Wołczków, w zakolu rzeki Dniestr.

## Historia

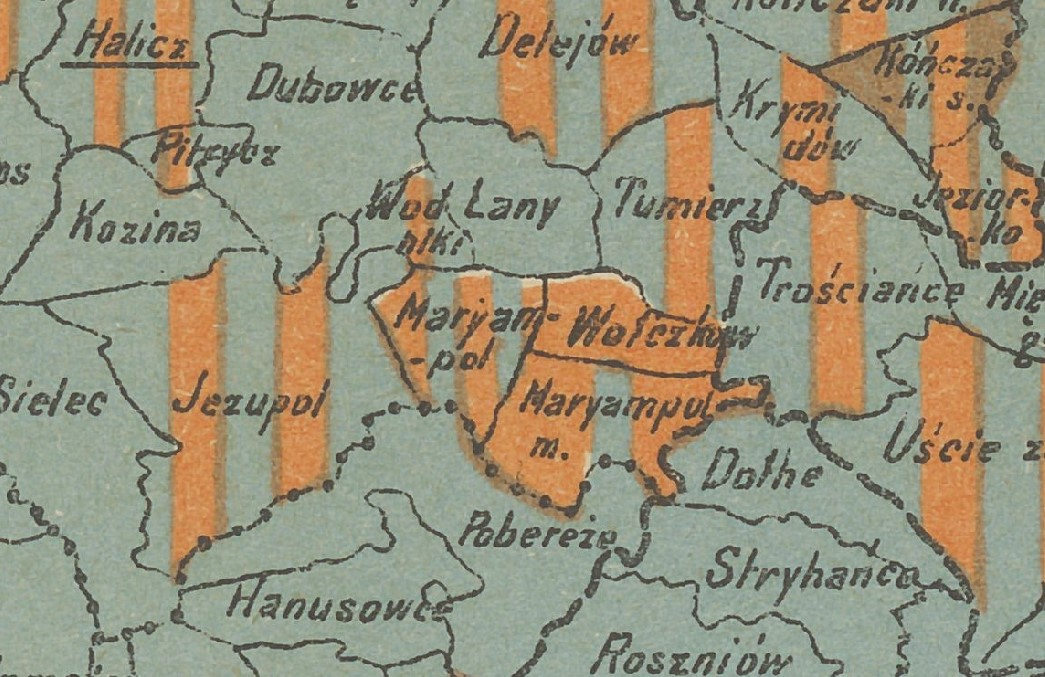
gmina Mariampol Wieś (Marjampol)

W okresie II Rzeczypospolitej  wg Podziału Administracyjnego Województwa Stanisławowskiego z dnia 1 października 1929 Powiat Stanisławów składał się z 73 gmin, w tym osobno: gmina Marjampol Miasto, gmina Marjampol Wieś oraz gmina Wołczków.
Marjampol Wieś jako administracyjnie samodzielna gmina de facto stanowiła przedmieście Miasta Marjampol. Po utraceniu przez miasto Marjampol praw miejskich obu wsiom dopisano do nazwy wyróżniki Miasto (Marjampol Miasto) i Wieś (Marjampol Wieś), aby móc je odróżnić. 
1 sierpnia 1934 roku w ramach reformy na podstawie ustawy scaleniowej Mariampol Wieś wszedł w skład nowej zbiorowej gminy Mariampol Miasto, gdzie we wrześniu 1934 utworzył gromadę.
W czasie II wojny światowej poza administracją polską, po II wojnie światowej poza granicami Polski, gmina włączona w struktury ZSRR.
Obecnie w granicach wsi Dubowce na Ukrainie.